# Humeur
Pour les articles homonymes, voir Humeur (homonymie).
L'humeur est un état d'âme persistant. Elle diffère des émotions en ceci qu'elle est moins spécifique et moins influencée par des événements récents, même si des émotions telles que la peur et la surprise sont des sentiments parfois sévères et pouvant durer des heures, voire des jours.
L'humeur peut avoir une connotation positive ou négative. Dans le langage courant on parle de « bonne » humeur ou de « mauvaise » humeur. L'humeur est une question de tempérament et de traits de caractère ; elle se manifeste donc à long terme. Les traits de personnalité tels que l'optimisme et le neuroticisme prédisposent à certains types d'humeurs. Les déstabilisations à long terme de l'humeur tels que la dépression et les troubles bipolaires ainsi que l'anxiété sont désignées comme des troubles de l'humeur.

## Étymologie
Le terme « humeur » vient du latin humor, qui est lui-même un mot venant du grec ancien qui désigne une substance liquide élaborée par un corps organique, en particulier humain. Il provient de la théorie des humeurs, tombée en désuétude au XIXe siècle, où la notion revêtait un sens purement médical.
Un autre mot en français qui a la même racine est le mot humour, mais son acception actuelle est plus récente (XVIIIe siècle). Il vient de l'anglo-normand humour qui vient lui-même du vieux français humor. Également, en anglais américain, humour s’orthographie humor, mais le même mot est prononcé de manières très différentes par les anglophones britanniques et américains.
Le terme « thymie », employé comme synonyme en psychologie, vient du grec θυμός / thumós, « âme, principe de vie, cœur (considéré comme le siège de l'intelligence, des sentiments et des passions), ».

## Histoire
Il est intéressant d’observer la dualité du terme humeur, à la fois terme médical par l’étymologie latine et terme de psychologie par l’étymologie grecque. Le mot humeur revêt à l’origine un sens purement médical, mais avec l’évolution de la médecine les chercheurs isolèrent et définirent les liquides du corps humain, et peu à peu le terme « humeur » tomba en désuétude. Le XIXe siècle marqua le début de la régression de l’usage du mot « humeur » pour évoquer les fluides corporels. Le langage courant, petit à petit, l’utilisa pour évoquer des émotions. Ceci est dû essentiellement au manque d’éducation médicale populaire. Le peuple pensait encore au XIXe siècle que les troubles du comportement ou les tempéraments provenaient de certains fluides qui coulent dans nos veines, ou encore que le signal nerveux était de type liquide, ce que nous savons aujourd’hui faux, d’où la dérive et l’amalgame qui se sont opérés sur le terme « humeur ». L’évolution de la psychologie enterra quasi-définitivement la signification historique du terme humeur, et du fait des progrès de la médecine, les médecins n’avaient plus besoin de ce terme dans leur jargon et l’abandonnèrent ainsi au profit de la psychologie.
Seuls rescapés de cette transmutation linguistique, l’humeur aqueuse et l’humeur vitrée, qui sont des termes médicaux propres et toujours d’usage courant.

## Définition
Le psychiatre Jean Delay propose la définition suivante :

« Disposition affective fondamentale, riche de toutes les instances émotionnelles et instinctives, qui donnent à chacun de nos états d’âme une tonalité agréable ou désagréable, oscillant entre les deux pôles extrêmes du plaisir et de la douleur. L’humeur est à la sphère thymique qui englobe toutes les affections ce qu’est la conscience à la sphère noétique qui englobe toutes les représentations, elle en est à la fois la manifestation la plus élémentaire et la plus générale. La base de la vie affective est faite d’une échelle d’humeur comme la base de la vie représentative d’une échelle de consciences. »

Selon son élève et successeur Pierre Deniker :

« L'humeur comprend l’ensemble des dispositions instinctives et affectives qui forment le fond de la vie mentale. Elle fournit tout l'éclairage et la coloration de l'activité psychique. Chez le même sujet elle influe sur le plan intellectuel, sur l’agilité – ou le ralentissement – de la pensée et de la mémoire. Quant aux sentiments, c’est elle qui incline à l’optimisme ou au pessimisme, qui fait voir la vie en rose ou en noir. Les instincts – l’appétit, le sommeil, la sexualité – sont inhibés ou au contraire stimulés. Même l’attitude sociale dépend de l’état de l’humeur avec soit l’allant, la gaieté, la sociabilité, soit la timidité, la crainte et le retrait social. A priori, il est difficile de croire que l’ensemble de ces dispositions soit déterminé par un simple mécanisme nerveux, par un dispositif de régulation physiologique. Et, pourtant, c’est exactement le cas... L’humeur reste insensible tant qu’elle demeure normale et équilibrée. On peut par exemple se référer à la comparaison avec un chauffage central muni d’un thermostat d’ambiance. Quand celui-ci fonctionne correctement, les habitants ne remarquent même pas qu’ils vivent à une température agréable. Mais, si le mécanisme se détraque, ils vont se mettre à frissonner ou alors à étouffer et, dès lors, ils s’inquiéteront. »

L'humeur correspond ainsi à une disposition affective fondamentale qui détermine les réactions émotionnelles et instinctives d'un individu et qui donne à ses cénesthésies et à ses sentiments de vécu corporel une tonalité agréable ou désagréable.
L'adjectif « thymique » désigne ce qui décrit un niveau d'humeur globale ou, plus généralement, ce qui est associé aux désordres affectifs.

## Psychologie
En psychologie, l’humeur est l’état thymique originel régissant les émotions et l’affectif. « Thymie » est un synonyme d’humeur propre à la psychologie, l’étymologie de ce mot vient du grec thumos qui signifie « siège des passions ». Dans le langage courant, l’humeur a plutôt pour synonyme le terme « tempérament ». Le terme « humeur » est banalement usité pour évoquer une disposition affective ou émotionnelle comme la tristesse ou la joie.
Le DSM-5 définit l'humeur comme une « émotion globale et durable qui colore la perception du monde. »

### Qualification de l'humeur
Il est d'usage de décrire l'humeur selon un gradient allant d'une humeur dite basse à une humeur dite haute. On identifie ainsi : 
- L'humeur dysphorique ou dysphorie : humeur souvent labile associée à un sentiment déplaisant et dérangeant d'inconfort émotionnel ou mental, associée à de la tristesse, de l'anxiété, de l'insatisfaction, de la tension, de l'irritabilité, ou de l'indifférence.
- L'humeur euthymique ou euthymie : état d'esprit tranquille, serein[10], considéré comme « normal »[6].
- L'humeur euphorique ou euphorie : état de bien-être, d'exaltation, de joie et d'excitation[11].

Cette organisation linéaire des humeurs ne doit pas occulter la complexité de la dynamique affective : l'appréciation de l'humeur repose sur des composantes qualitatives (les émotions identifiées) et quantitatives (les niveaux expressifs).

### Troubles de l'humeur
Le DSM-IV distingue principalement deux ensembles de troubles de l'humeur :
- La dépression trouble mental caractérisé par des épisodes de baisse d'humeur (tristesse) accompagnée d'une faible estime de soi et d'une perte de plaisir ou d'intérêt dans des activités habituellement ressenties comme agréables par l'individu ;
- Les troubles bipolaires caractérisée par une alternance pathologique de l'humeur périodes alternatives de manie ou d'hypomanie et de dépression.

Il identifie également deux troubles de l'humeur fondés sur l'étiologie :
- Les troubles de l'humeur dus à une affection médicale générale : perturbation thymique persistante et conséquence physiologique directe d'une affection médicale générale.
- Les troubles de l'humeur induits par une substance : modification marquée et persistante de l'humeur, conséquence physiologique directe d'une substance ou d'un traitement médical.

Les troubles de l'humeur sont parfois appelés dysthymie,, bien qu'en psychiatrie, ce terme désigne plutôt un type de dépression moyenne.

### Régulation de l'humeur
Les troubles de l'humeur caractérisés par des changements d'humeur intenses, telles que les troubles bipolaires, peuvent être traités par des médicaments psychotropes connus sous les termes génériques de stabilisateur de l'humeur, thymorégulateur, normothymique, psychorégulateur ou psycholeptique.
Les antidépresseurs sont également des médicaments psychotropes, agissant sur les neurotransmetteurs monoaminergiques, soit directement soit indirectement. Ils sont employés dans le traitement des dépressions.

### Aspect biologiques
Le diencéphale joue un rôle central dans la régulation de la vie instinctivo-affective.
La psychopharmacologie, les neurosciences et l'imagerie cérébrale fonctionnelle ont fortement contribué à la compréhension des aspects biochimiques, neurophysiologiques et anatomiques des troubles de l'humeur. Les interprétations psychologiques de l'humeur restent néanmoins susceptibles d'apporter des hypothèses explicatives et une cible pour les psychothérapies.

## Philosophie
Platon distingue les mots grecs δύσκολος / dúskolos, « d’humeur difficile », et ευκολος, « accommodant, d’humeur douce, facile ».
Selon Arthur Schopenhauer, « ce qui, par-dessus tout, contribue le plus directement à notre bonheur, c’est une humeur enjouée, car cette bonne qualité trouve tout de suite sa récompense en elle-même. En effet, celui qui est gai a toujours motif de l’être par cela même qu’il l’est ».